# Pinzgauer Lokalbahn
De Pinzgauer Lokalbahn is een spoorlijn in Oostenrijk.

## Geschiedenis
Op 19 mei 1896 besliste keizer Frans Jozef I van Oostenrijk om een smalspoorbaan aan te leggen van Zell am See over Mittersill naar Krimml. De lijn werd op 3 januari 1898 feestelijk geopend en omgedoopt tot de Pinzgauer Lokalbahn. Er werden zowel goederen- als personendiensten gereden op de baan.
In 1987 werd het baandeel tussen Mittersill en Krimml zwaar beschadigd door overstromingen. Hierop volgde een heropbouw van de baan en de overname van de exploitatie door de ÖBB. Deze besliste vervolgens in 1998 dat de goederentransporten over de baan stop werden gezet.
Tussen 10 en 12 juli 2005 werd de streek weer geteisterd door grote overstromingen, wat leidde tot grote vernielingen aan de baan. Er werd een grote heropbouw georganiseerd die 5 jaar zou duren en voornamelijk gefinancierd werd met privégeld.
- 21 oktober 2005: Heropening baan van Zell am See tot Mittersill.
- 9 december 2009: Heropening tot Bramberg.
- 12 september 2010: Feestelijke heropening tot Krimml Station.

In de tussentijd werd de exploitatie van de baan op 1 juli 2008 overgedragen aan het land Salzburg. Deze wees de concessie toe aan de voornamelijk provinciaal gefinancierde Salzburger Lokalbahn (SLB).
Op 17 augustus 2021 werd de streek wederom geteisterd door overstromingen en aardverschuivingen. Hierdoor is de treinverbinding tussen Niedernsill en Krimml stil gelegd.

## Verkeer
Omdat de baan niet geëlektrificeerd is, wordt er alleen maar gebruikgemaakt van diesel- of stoomtreinen. Het hele traject wordt met regelmatige tijdsintervallen bereden, enkel tussen Zell am See en Bruckberg Golf is er sprake van een 30 minuten dienst. De treinen rijden enkel tussen 05u30 en 22u00. Later op de dag is men aangewezen op de plaatselijke postbussen.
Op dinsdagen en donderdagen tijdens de zomerperiode is er een stoomtreindienst tussen Zell am See en Krimml station. Dit is vooral om toeristen te trekken die in Krimml dan vervolgens per bus naar de watervallen reizen. Deze stoomtrein rijdt 's morgens eenmalig op naar Krimml en keert in de namiddag terug naar Zell am See. Het is echter mogelijk met de kaartjes van de stoomtrein later op de dag met een andere trein terug te keren.
Verder maakt men ook onderscheid tussen stop- en exprestreinen. Waar de stoptreinen in alle stations stoppen, doen de exprestreinen alleen maar de belangrijkste stations aan. Dit maakt het mogelijk om vanuit Zell am See in 1u 25 min in Krimml te geraken.

## Verbindingen
Vanaf het station van Zell am See vertrekken treinen van de ÖBB naar onder meer Kitzbühel, Saalfelden en Salzburg. Naast het station Hollersbach Panoramabahn is er een kabellift naar de top van de Pass Thurn. In verscheidene stations kan de reiziger overstappen op postbussen die naar plaatsen en skigebieden in de nabijheid van het dal rijden. In Krimml Station is er een postbus naar het centrum van Krimml en de hoger gelegen Krimmler Wasserfälle.

## Materieel
Het materieel is voor de nieuwe exploitant geschilderd in witte en donker rode kleuren. Elk voertuig draagt de naam en het logo van een welbepaalde gemeente langs de baan.
| Serie               | Afbeelding | Vervoerder                | In dienst gesteld | Aantal                                                                                 | Aandrijving     |
| ------------------- | ---------- | ------------------------- | ----------------- | -------------------------------------------------------------------------------------- | --------------- |
| kkStB Z             |            |                           | 1898 - 1939       | 4 (Z.1-4)                                                                              | stoomlocomotief |
| kkStB U             |            |                           | 1897, 1922 - 1987 | ?                                                                                      | stoomlocomotief |
| BBÖ Uh              |            | ÖBB                       | 1928 - 1973       | 8                                                                                      | Stoomlocomotief |
| BBÖ 2041/s          |            | ÖBB, Reichsbahn           | 1934 - 1945       | vermoedelijk 12                                                                        | diesel          |
| NÖLB Mh             |            | ÖBB, Salzburger Lokalbahn | 1906 - nu         | 1 (voor toerisme)                                                                      | Stoomlocomotief |
| ÖBB 2095            |            | ÖBB, Salzburger Lokalbahn | 1965 - nu         | 4 (Vs71,72,73,74)                                                                      | diesel          |
| ÖBB 5090            |            | ÖBB, Salzburger Lokalbahn | 1980 - nu         | Eigendom:7 Inzet:6 (Vts 11-17)(Vts 11 sinds 2013 verhuurd aan Zillertalbahn, daar VT1) | diesel (DMU)    |
| ÖBB 2092            |            | Salzburger Lokalbahn      | 2008 - nu         | Vs 51                                                                                  | diesel          |
| Gmeinder D 75 BB-SE |            | Salzburger Lokalbahn      | 2008 - nu         | 3 (VS81,82,83)                                                                         | diesel          |